# Joachim Klimek
Joachim Klimek auch Klimeck (* 26. November 1947 in Dortmund, Nordrhein-Westfalen) ist ein deutscher Zahnmediziner, Hochschullehrer, Sachbuchautor und Publizist.

## Leben

### Jugend und Bildung
Nach dem Abitur begann Joachim Klimek im Jahr 1968 das Studium der Zahnmedizin an der Philipps-Universität Marburg und schloss das Studium mit der Dissertation Untersuchungen zur Methode und Anwendung einer radioimmunologischen Proinsulin-Bestimmung im Serum mit einer insulinabbauenden Protease aus Lebergewebe der Ratte ab und promovierte im Jahr 1976 zum Doktor der Zahnmedizin (Dr. med. dent.). Im Jahr 1984 habilitierte er zum Professor.

### Beruf und Wirken
Während des Studiums war Joachim Klimek 1974–1976 als Assistent in einer Zahnarztpraxis tätig. Danach war er 1976–1985 als Wissenschaftlicher Mitarbeiter an der Philipps-Universität Marburg angestellt und in den Jahren 1985–1990 lehrte er zuerst als Privatdozent, dann war er als Oberarzt der Abteilung Zahnerhaltungskunde des Medizinischen Zentrums für Zahn-, Mund- und Kieferheilkunde der Philipps-Universität Marburg tätig.
Seit dem Jahr 1990 ist er als Direktor der Poliklinik für Zahnerhaltungskunde und Präventive Zahnheilkunde des Medizinischen Zentrums für Zahn-, Mund- und Kieferheilkunde am Universitätsklinikum Gießen und Marburg (UKGM) angestellt.
Joachim Klimek ist der Mitautor des Lehrbuchs Einführung in die Zahnerhaltung, das in Deutschland sechs Auflagen erreichte (und im Ausland übersetzt wurde) und Autor einschlägigen Veröffentlichungen in der deutschen Fachpresse und internationalen Fachmedien.

## Schriften (Auswahl)
- Untersuchungen zur Methode und Anwendung einer radioimmunologischen Proinsulin-Bestimmung im Serum mit einer insulinabbauenden Protease aus Lebergewebe der Ratte. Zahnmedizinische Dissertation, Philipps-Universität Marburg, Marburg 1976.
- Auswirkungen thermischen Schocks bei Biegefestigkeitsuntersuchungen an metallkeramischen Seitenzahnbrücken unter besonderer Berücksichtigung von MK-CÖ- und VSG-BO Wachsfertigteilen sowie eines Chrom-Kobalt-Boning. Dissertation. Universität zu Köln, Köln 1997.
- mit Elmar Hellwig, Thomas Attin: Einführung in die Zahnerhaltung. Mit 23 Tabellen. Lehrbuch. Urban & Schwarzenberg, München 1995, ISBN 3-541-18601-1, 6. überarbeitete Auflage 2013, ISBN 978-3-7691-3448-3.
  - in Russisch: Terapevtičeskaja stomatologija. GalDent, Lemberg 1999.
  - in Tschechisch: Záchovná stomatologie a paradontologia. Grada Publ., Prag 2003.
- Speichel & Mundgesundheit. Ein Skript für Studenten zur Examenvorbereitung. Justus-Liebig-Universität Gießen, Gießen 2007.[2]